# Docetaxel
Docetaxel je polosyntetická látka vzniklá úpravou molekuly paklitaxelu, látky ze skupiny taxanů. V medicíně je využíván jako cytostatikum.

## Působení
Docetaxel působí na mikrotubuly, kde poškozuje strukturu a funkci. Tímto ovlivňuje funkci dělicího vřeténka ve fázi mitózy buněčného dělení, čímž zabraňuje správné migraci chromozomů k pólům dělící se buňky. Současně může indukovat apoptózu nádorových buněk. Dále má anti-angiogenní vlastnosti.

## Výskyt
Jedná se o látku druhu taxanů, látek extrahovaných z tisů, docetaxel konkrétně z druhu Taxus baccata, příbuzná látka paklitaxel z Taxus brevifolia.

## Použití
Léčivé přípravky s obsahem docetaxelu se nejčastěji používají při léčbě karcinomu prsu včetně metastáz, a to v kombinaci s jinými léčivy s protinádorovým účinkem - zejména doxorubicinem, cyklofosfamidem nebo látkami ze skupiny monoklonálních protilátek jako je trastuzumab. U malobuněčného karcinomu plic samostatně nebo v kombinaci s cisplatinou, a konečně u karcinomu prostaty u pacientů, kteří nereagují na hormonální léčbu.

## Nežádoucí účinky
Nejčastějším nežádoucím účinkem při léčbě je myeolotoxicita a retence tekutin v organismu, která se dá značně redukovat premedikací kortikoidy (dexamethason).